# Ian Rogers
Ian Rogers (Hobart, 24 de juny de 1960) és un jugador d'escacs australià que té el títol de Gran Mestre des de 1985 i el de FIDE Senior Trainer, el màxim títol d'entrenador internacional, des de 2005.
En el rànquing internacional de la Federació Internacional d'Escacs (FIDE), va aconseguir el seu màxim Elo el 1999, quan es va convertir en el jugador número 50 del món, i va ser l'escaquista australià de més alt Elo des de 1984 fins a la seva retirada professional el 2007. La seva millor actuació individual va ser al torneig de Groningen de 1989, on va obtenir 6,5 punts de 9, un punt per davant de Viswanathan Anand.

## Trajectòria i biografia
Rogers és considerat com el primer australià a convertir-se en Gran Mestre Internacional (Walter Browne, d'origen australià, ho va aconseguir amb anterioritat, però va créixer als Estats Units on va obtenir la nacionalitat i va representar Austràlia només des de 1969 a 1972). Rogers va aconseguir el títol de Gran Mestre el 1985 després de convertir-se en Mestre Internacional el 1980. Va ser el jugador amb més alt rànquing d'Austràlia durant més de dues dècades i va representar el seu país en catorze Olimpíades d'escacs, en dotze d'elles com a primer tauler.
Ian Rogers va guanyar més de cent vint tornejos d'escacs incloent quinze tornejos round-robin de Grans Mestres. Va guanyar el Campionat d'Austràlia en quatre ocasions: 1980, 1986, 1998 i 2006, i té el rècord del major nombre de victòries, dotze, ja sigui directament o en el tie-break, en la tradicional Copa Doeberl. Entre els resultats més destacats de la seva carrera es troben tres victòries consecutives entre 1988 i 1990 en el torneig de Grans Mestres de Groningen. Es va retirar dels escacs de competició per prescipció mèdica el 2007.
Abans de convertir-se en professional del tauler, Rogers va completar un BSC en Meteorologia per la Universitat de Melbourne. Està casat amb Cathy Rogers, també escaquista, Àrbitre Internacional d'escacs, Mestra de la FIDE i advocada. Rogers, tant al llarg de la seva carrera competitiva, com especialment des de la seva retirada el juliol de 2007, ha estat comentarista de molts tornejos per a diversos mitjans de comunicació, amb l'ajuda fotogràfica de la seva esposa. Va ser membre del panell de comentaristes de la BBC durant el Campionat Mundial de 1993 i ha cobert nombrosos campionats importants per a l'agència de notícies Reuters.

## Obres publicades
- Rogers, Ian. Australian Chess - Into the Eighties (en inglés).  Sun Books, 1981. ISBN 0-72510-384-1.
- —; Rogers, Cathy. Australia at the Yerevan Chess Olympiad.  Australian Chess Enterprises, 1996. ISBN 9781875716074.